# Veksjömyr
Veksjömyr är ett naturreservat i Älvdalens kommun i Dalarnas län.
Området är naturskyddat sedan 2014 och är 2 712 hektar stort. Reservatet består av myrmarker med små sjöar, den störta är Veksjön. Här finns tallskog och i myrkanter och längs vattendrag granskog.